# Saint-Émile-de-Suffolk
Saint-Émile-de-Suffolk es un municipio canadiense situado en la provincia de Quebec.

## Superficie
Saint-Émile-de-Suffolk tiene una superficie de 55,68 km².

## Demografía
En 2021, tenía 512 habitantes, una densidad poblacional de 9,2 hab./km², y 416 viviendas.